# Pegoscapus mexicanus
Pegoscapus mexicanus är en stekelart som först beskrevs av William Harris Ashmead 1904.  Pegoscapus mexicanus ingår i släktet Pegoscapus och familjen fikonsteklar. Inga underarter finns listade i Catalogue of Life.